# Tacaimbó
Tacaimbó este un oraș în Pernambuco (PE), Brazilia.